# La Bouche
La Bouche was in de jaren negentig een succesvol eurodance-duo afkomstig uit Duitsland, met een Amerikaanse bezetting: zangeres en tevens groepsleidster Melanie Thornton en rapper Lane McCray. La Bouche voldeed aan de dancenormen die destijds gebruikelijk waren: een zangeres die een aanstekelijk refrein zingt met een rapper die de coupletten rapt.

## Geschiedenis
De debuutsingle van La Bouche, Sweet Dreams (Ola ola e), kwam in 1994 uit in Frankfurt. Deze single trok de aandacht van de Duitse producer Frank Farian, die na het debacle met Milli Vanilli op zoek was naar nieuwe kansen. Farian hielp La Bouches producers Amir Saraf en Ulli Brenner met het remasteren en mixen van hun opnames. Voor diverse tracks was hij onder pseudoniem FMP zelf de producer. Onder de naam G. Mart was hij ook nog eens medecomponist van diverse tracks. Bij Boney M. noemde Farian zichzelf met zijn team "The fifth member". Dat was hij bij La Bouche, zonder de oprichter te zijn, dus ook. Zo zijn er ook enkele componisten aangetrokken die eerder voor Boney M. schreven, waaronder Mary Susan Applegate, die voornamelijk voor Duitse artiesten nummers schreef, maar daarnaast ook de classic The Power of Love van Jennifer Rush op haar naam heeft staan. La Bouches debuutsingle werd later zeer populair in zowel Europa als andere delen van de wereld.
De groep verwierf echter de meeste bekendheid met de hit Be My Lover uit 1995, die in Duitsland, Italië en Zweden nummer 1 in de hitlijsten werd. Het bereikte nummer 6 in de Amerikaanse Billboard top 100 en ook in Canada en Australië werd de hitlijst bereikt. Ook in Nederland en België werd dit nummer een grote hit. Korte tijd later scoorde La Bouche opnieuw hoog in de hitlijsten, met het nummer Fallin' In Love.  In datzelfde jaar kwam het eerste volledige album van de band uit, Sweet Dreams. In 1996 kwam ook hun tweede album uit, S.O.S. Het grote succes van Sweet Dreams werd echter niet echt geëvenaard.

In 2000 verliet Thornton La Bouche. Ze werd vervangen door Natascha Wright.  

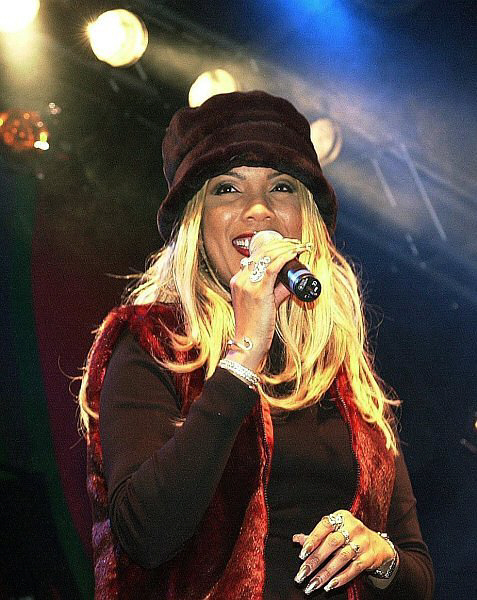
Melanie Thornton tijdens haar laatste optreden in Leipzig op 24 november 2001, enkele uren voordat ze omkwam bij een vliegtuigongeluk

 Thornton kwam op 24 november 2001 om het leven bij de vliegtuigcrash van Crossair-vlucht 3597 in de buurt van Zürich, samen met een aantal leden van de Duitse groep Passion Fruit. Hierna is La Bouche ermee opgehouden. In 2002 werd nog wel een 'Best of'-album uitgebracht.

## Discografie

### Albums
- Sweet Dreams (1995)
- All Mixed Up (1995)
- A Moment of Love (1997)
- SOS (1998)
- The Best of La Bouche (2002)

### Singles
| Single met eventuele hitnotering(en) in de Nederlandse Top 40 | Datum van verschijnen | Datum van binnenkomst | Hoogste positie | Aantal weken | Opmerkingen             |
| ------------------------------------------------------------- | --------------------- | --------------------- | --------------- | ------------ | ----------------------- |
| Be My Lover                                                   | 1995                  | 10-6-1995             | 2               | 13           | Dancesmash op Radio 538 |
| Fallin' in Love                                               | 1995                  | 26-8-1995             | 14              | 6            | Alarmschijf             |
| Sweet Dreams                                                  | 1995                  | 11-11-1995            | 32              | 4            |                         |
| I Love to Love                                                | 1996                  | 27-1-1996             | 26              | 5            | Dancesmash op Radio 538 |

| Single met hitnotering(en) in de Vlaamse Ultratop 50 | Datum van verschijnen | Datum van binnenkomst | Hoogste positie | Aantal weken | Opmerkingen |
| ---------------------------------------------------- | --------------------- | --------------------- | --------------- | ------------ | ----------- |
| Be My Lover                                          | 1995                  | 27-5-1995             | 6               | 20           |             |
| Fallin' in Love                                      | 1995                  | 16-09-1995            | 23              | 8            |             |
| I Love to Love                                       | 1995                  | 30-12-1995            | 21              | 11           |             |